# Fluorur de liti
El fluorur de liti, LiF, és un compost inorgànic iònic format per cations liti, Li+ i anions fluorur, F–. Es presenta en forma de cristalls o pols blancs. La seva estructura cristal·lina és cúbica, tipus clorur de sodi. És la substància que és més transparent a la radiació ultraviolada, el seu índex de refracció a 1,0 µm és 1,38711. La seva toxicitat és elevada DL50 oral en rates: 143 mg/kg.

## Aplicacions
- Té aplicacions en òptica degut a la seva transparència per a la llum ultraviolada.
- També té aplicacions com a resistència elèctrica.
- En radiologia s'empra com a material de TLD (dosímetre termoluminescent). Té unes propietats d'absorció de raigs X semblants a les del teixit blan.[1]
- S'utilitza com a fundent fort per a esmalts, vidres i vernissos. També per a soldadures.
- Té aplicacions com a combustible de coets.